# قلعة جوق (نير)
قلعة جوق هي قرية في مقاطعة نير، إيران. عدد سكان هذه القرية هو 241 في سنة 2006.